# Indiahoma, Oklahoma
Indiahoma, Oklahoma (енгл. Indiahoma) град је у америчкој савезној држави Оклахома.

## Демографија
По попису из 2010. године број становника је 344, што је 30 (-8,0%) становника мање него 2000. године.
| Група             | 2000.       | 2010.       |
| Белци             | 246 (65,8%) | 204 (59,3%) |
| Афроамериканци    | 0 (0,0%)    | 0 (0,0%)    |
| Азијати           | 1 (0,3%)    | 1 (0,3%)    |
| Хиспаноамериканци | 36 (9,6%)   | 41 (11,9%)  |
| Укупно            | 374         | 344         |